# Hotze Schuil
Hotze Schuil (Harlingers: Hotse Skuúl) (Harlingen, 29 oktober 1924 – Harlingen, 25 november 2005) kaatste van 1942 tot 1972. Hij wordt gezien als een van de beste kaatsers van Europa en heeft als bijnamen 'De lange' en 'De keizer onder de kaatskoningen'.
Schuil boekte zijn eerste succes in de rijen van de eerste klas op 26 juli 1942 te Arum. Op deze vrije formatiepartij behaalde hij met de Franeker Lou Seerden en de Harlinger Sijbe Stellingwerf de tweede prijs. Hij behaalde in zijn carrière 83 koningsprijzen, waarvan driemaal op de PC, driemaal op de Rengersdag, vijfmaal op de Van Aismapartij en vijfmaal op de Oldehovepartij. Schuil is daarmee recordhouder geweest tot 19 juli 2008, toen Chris Wassenaar zijn 84e koningsprijs behaalde.
Op 12 augustus 1962 evenaarde Schuil het puntenaantal van 641 punten in het puntenklassement aller tijden, dat op naam stond van de legendarische Taede Zijlstra uit Witmarsum. Hij deed dit door de eerste prijs te winnen op de vrije formatiepartij te Menaldum. Schuil kaatste toen met de Harlinger Johan Jansen en de van Oosterlittens afkomstige Martinus Santema. Een week later, op 19 augustus 1962, nam hij het record over door het winnen van de tweede prijs op de vrije formatiepartij in Kimswerd. Schuil is met 876 punten meer dan 28 jaar recordhouder geweest. Het record werd verbeterd door Piet Jetze Faber.
In 2000 werd Schuil gekozen tot kaatser van de 20e eeuw. Hij overleed in 2005 op 81-jarige leeftijd. Op 5 juli 2006 werd op het Zuiderplein in Harlingen een door Hans Jouta vervaardigd standbeeld van Schuil onthuld door drie van zijn kleinzonen en oud-burgemeester Chris Arlman.

## Eerbetonen

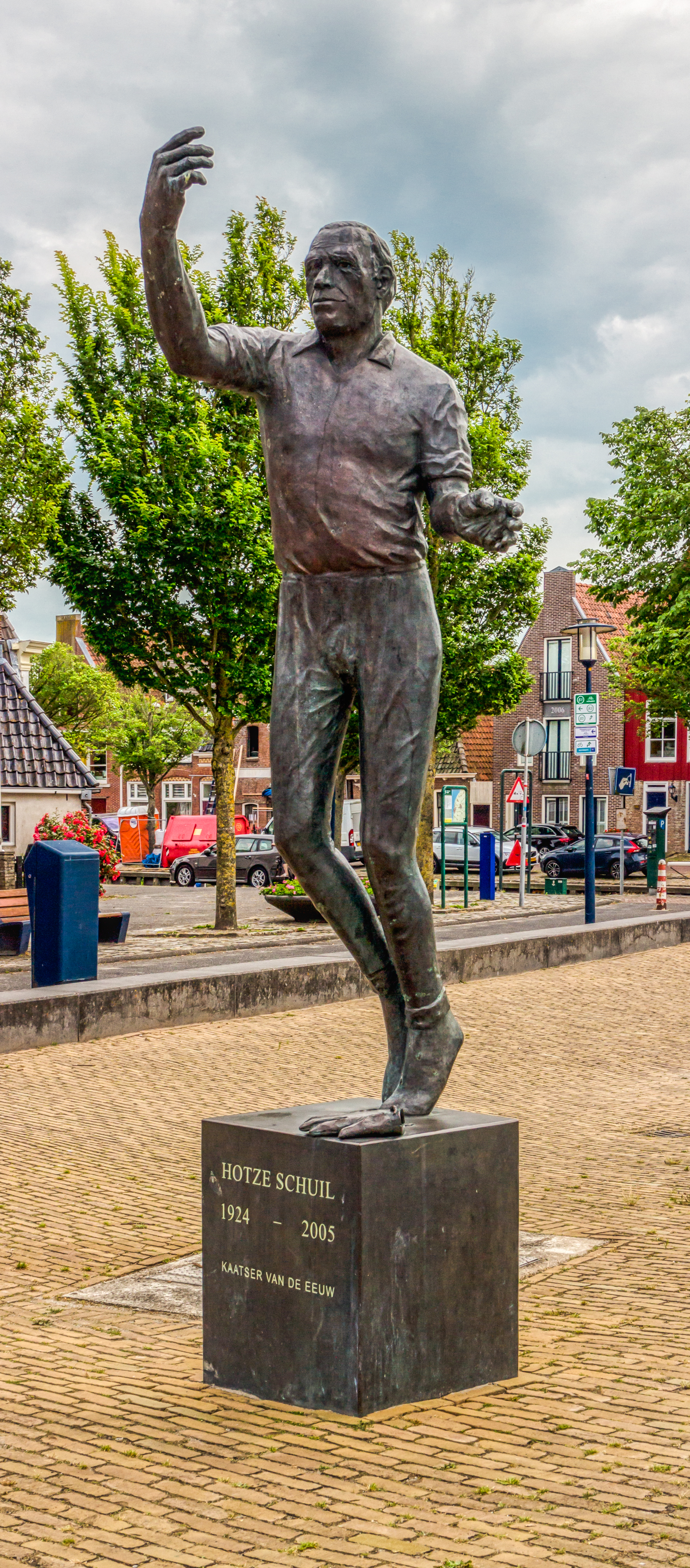
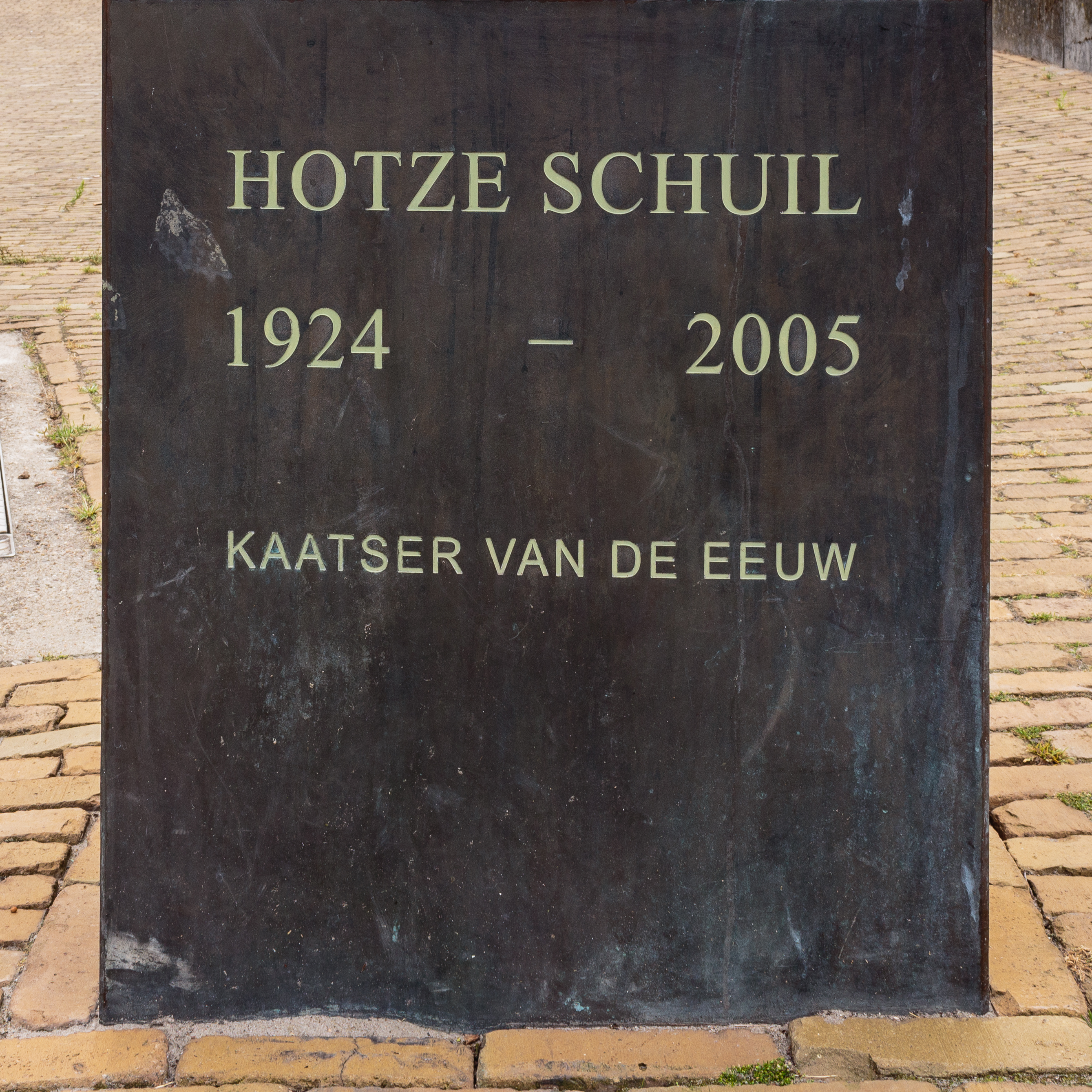